# Brigada 31 Infanterie (1916-1918)
Brigada 31 Infanterie a fost o mare unitate de nivel tactic, care s-a constituit la 14/27 august 1916 prin mobilizarea unor unități și subunități de rezervă, din compunerea Comandamentului I Teritorial: Regimentul 43 Infanterie - (Slatina) și Regimentul 59 Infanterie - (Caracal). Brigada a făcut parte din organica  Diviziei 1 Infanterie.:p. 59
La intrarea în război, Brigada 31 Infanterie a fost comandată de generalul de brigadă Dumitru Cristu. Brigada a participat la acțiunile militare pe frontul românesc, doar în campania anului 1916. În urma reorganizării armatei de la începutul anului 1917, brigada a fost desființată, regimentele componente au fost contopite în Regimentul 43/59 Infanterie, care a intrat în organica Brigăzii 21 Infanterie.

## Participarea la operații

### Campania anului 1916
În campania anului 1916 Brigada 31 Infanterie a participat la acțiunile militare în dispozitivul de luptă al Diviziei 1 Infanterie participând la Bătălia de la Cerna și Operația de apărare a trecătorilor. Ulterior o mare parte din trupele brigăzii au fost dislocate pe frontul din Valea Jiului, fiind resubordonate altor mari unități, unde au participat la Prima bătălie de pe Valea Jiului și A doua bătălie de pe Valea Jiului. 

## Ordinea de bătaie

### La mobilizarea din 1916
La declararea mobilizării, la 27 august 1916, Brigada 31 Infanterie a făcut parte din compunerea de luptă a Diviziei 1 Infanterie, alături de Regimentul 1 Vânători, Brigada 1 Infanterie, Brigada 2 Infanterie și Brigada 1 Artilerie. Ordinea de bătaie a brigăzii era următoarea:
- Brigada 31 Infanterie

- Regimentul 43 Infanterie
- Regimentul 59 Infanterie

## Comandanți
- General de brigadă Dumitru Cristu